# 加倫·帕特森
加倫·湯瑪斯·歐文·帕特森（英語：Callum Thomas Owen Paterson；1994年10月13日—）是一位蘇格蘭足球運動員。在場上的位置是右後衛。現效力於英冠球隊谢周三。他也代表蘇格蘭國家足球隊參賽。